# André Pézard
André Pézard (Parigi, 22 giugno 1893 – Sault, 26 agosto 1984) è stato un italianista e traduttore francese.

## Biografia
Dopo aver frequentato il Lycée Montaigne e il Lycée Louis-le-Grand, il 10 agosto 1914 fu costretto a interrompere gli studi all'École normale supérieure perché arruolato nell'esercito francese dopo lo scoppio della prima guerra mondiale. Prestò servizio come tenente di fanteria a Vauquois e alla Somme, ricevendo la Croce di guerra e la Legione d'onore. Raccontò la sua esperienza al fronte in Nous autres à Vauquois, pubblicato nel 1918. 
Terminati gli studi alla Sorbona, dove fu allievo di Henri Hauvette e Alfred Jeanroy, nel 1919 ricevette l'abilitazione per insegnare lingua e letteratura italiana nelle scuole superiori, attività a cui si dedicò per oltre diciassette anni tra Lione e Avignone. Nel 1945 conseguì il dottorato di ricerca con una tesi sul quindicesimo canto dell'Inferno. 
Pézard si affermò, nelle parole di Lionello Fiumi, come "uno dei massimi dantisti al mondo": già nel 1931 aveva pubblicato una traduzione francese della Vita nuova, poi rieditata nel 1953, anno in cui fu eletto membro dell'Accademia di Lione. Nel 1951 intanto gli era stata assegnata la cattedra di italianistica del Collège de France precedentemente retta da Augustin Renaudet; vi avrebbe insegnato fino al 1963.
Nel 1965, dopo dodici anni di lavoro, pubblicò l'opera omnia di Dante tradotta e commentata in francese nella collana Bibliothèque de la Pléiade. Nel 1967 fu candidato al Premio Nobel per la letteratura, nel 1970 fu eletto membro dell'Académie des inscriptions et belles-lettres, nel 1971 fu nominato accademico corrispondente dell'Accademia della Crusca, nel 1972 fu scelto come socio straniero dell'Accademia Nazionale dei Lincei e nel 1973 vinse il Premio Internazionale Galileo Galilei nella sezione "storia letteraria italiana".

## Opere tradotte in italiano
- Viviana Agostini Ouafi (a cura di), Dante e il pittore persiano, Mucchi Editore, 2014, ISBN 978-8870006414.